# 海、静かな海
『海、静かな海』（うみ、しずかなうみ、英: Stilles Meer）は、日本の作曲家細川俊夫が2015年に作曲した、1幕5場からなるドイツ語のオペラである。リブレットは平田オリザが担当している。

## 作曲の経緯と初演
本作はハンブルク州立歌劇場からの委嘱によって制作された。
世界初演は2016年1月24日に、ドイツのハンブルクで、平田オリザの演出、ケント・ナガノの指揮、ハンブルク州立歌劇場管弦楽団の演奏によって行われた。

## 配役
| 役名               | 声域               | 初演時のキャスト     | 備考 |
| ------------------ | ------------------ | -------------------- | ---- |
| クラウディア       | ソプラノ           | スザンヌ・エルマーク |      |
| ハルコ             | メゾソプラノ       | 藤村実穂子           |      |
| シュテファン       | カウンター・テナー | ベジュン・メータ     |      |
| ヒロト             | テノール           | ヴィクター・ルド     |      |
| 漁師サカモトタロウ | バリトン           | マレク・ガセツェッキ |      |

## 編成

### 木管楽器
フルート2 (ピッコロ、アルト・フルート持ち替え)、オーボエ2 (イングリッシュホルン持ち替え)、クラリネット2 (バスクラリネット持ち替え)、ファゴット、コントラファゴット

### 金管楽器
ホルン4、トランペット2、トロンボーン3、テューバ

### パーカッション 4

#### 第1群パーカッション
バスドラム、ラチェット、マラカス

#### 第2群パーカッション
タムタム、トライアングル3、ティンパニ上に置かれた磬子4

#### 第3群パーカッション
バスドラム、スネアドラム、タムタム、トライアングル3、スレイベル、ヴィブラフォン、むち、風鈴4、マラカス、ウォーターフォン

#### 第4群パーカッション
ボンゴ4、トライアングル3、サスペンデット・シンバル3、アンティーク・シンバル、ティンパニ上に置かれた磬子4、マラカス、風鈴4、スネアドラム、ウォーターフォン

### 鍵盤楽器
チェレスタ

### 弦楽器
ハープ、弦楽合奏